# ガブリエーレ・チョッフィ
ガブリエーレ・チョッフィ（Gabriele Cioffi, 1975年9月7日 - ）は、イタリア・フィレンツェ出身の元サッカー選手、現サッカー指導者。現役時代のポジションはディフェンダー。

## 経歴

### 選手
イタリア・トスカーナ州フィレンツェに生まれ、主にセリエC1やセリエBのクラブでプレーをした。トリノFCに所属していた2006-2007シーズンには唯一セリエAの舞台を経験し、その後2011-12シーズンをもってカルピFC1909で現役を引退した。

### 指導者
現役引退後もカルピに留まり、2012-13シーズンはアシスタントコーチとして新たなキャリアをスタート。しかし2013年2月に監督と共に解任された。2013年7月にはレガ・プロ・セコンダ・ディヴィジオーネのUSガヴォッラーノの監督に就任したが、11月に解任された。
その後はオーストラリアのイースタン・ユナイテッドFCのユースコーチとして働いたり、イタリアでのアストン・ヴィラFCのキャンプのディレクターを務めたりしたのち、2015年11月にはレガ・プロのFCズュートティロールの下部組織の監督に就任した。その3か月後にはUAEに渡り、アル・ジャジーラ・クラブでヘンク・テン・カテのアシスタントコーチの職に就いた。
2016年12月14日、ジャンフランコ・ゾーラがイングランド・EFLチャンピオンシップのバーミンガム・シティFCの監督に就任すると同時に、チョッフィも同クラブのコーチに就任した。翌年4月17日にゾーラが辞任をしたことに伴い、チョッフィらコーチもクラブを去った。その後は再びUAEに渡り、アル・ダーフラFCのコーチを務めた。
2018年9月7日、ハリー・キューウェルの後任としてイングランド・EFLリーグ2のクローリー・タウンFCの監督に3年契約で就任した。初年度はクラブを残留に導き、翌シーズンも引き続き指揮を執っていたが、2019年12月3日に双方合意のもと契約を解除した。
2020年9月、ルーカ・ゴッティ監督率いるセリエAのウディネーゼ・カルチョのアシスタントコーチに就任した。2021年12月7日、ゴッティが解任されると暫定的に監督に昇格。シーズン終了まで勤め上げ、降格圏から離れた12位まで導いたが、2022年6月までの契約は更新されず退任した。
2022年6月14日、同じくセリエAのエラス・ヴェローナFCの監督に2024年6月までの2年契約で就任した。しかし、開幕からの9試合で勝ち点を5ポイントしか獲得できず、10月11日に解任された。
2023年10月25日、アンドレーア・ソッティルの後任として、セリエA18位のウディネーゼの監督に延長オプション付きのシーズン終了までの契約で再び就任した。しかし降格圏付近から抜け出すことはできず、翌年4月22日に解任された。

## タイトル

### 選手
カルピ
- レガ・プロ・セコンダ・ディヴィジオーネ （ジローネB）：2010-2011